# Gongylidioides onoi
Gongylidioides onoi là một loài nhện trong họ Linyphiidae.
Loài này thuộc chi Gongylidioides. Gongylidioides onoi được Tazoe miêu tả năm 1994.

## Hình ảnh

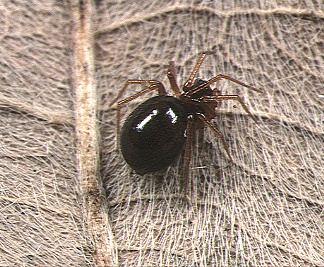